# Francesco Reda
Francesco Reda (ur. 19 listopada 1982 w Cosenzy) – włoski kolarz szosowy.
Największym sukcesem zawodnika jest piąte miejsce w Tour de Pologne w 2009 roku.

## Najważniejsze osiągnięcia
2006
- 1. miejsce na 1. etapie Giro Ciclistico della Provincia di Cosenza

2008
- 2. miejsce w Trofeo Matteotti
- 2. miejsce w Giro della Romagna

2009
- 5. miejsce w Tour de Pologne
- 5. miejsce w Tour of Austria

2010
- 9. miejsce w Grand Prix Cycliste de Québec

2012
- 3. miejsce w Giro dell’Appennino

2013
- 3. miejsce w Tour Méditerranéen
- 2. miejsce w Trofeo Laigueglia